# Ernst Brunman
Ernst Olof Wilhelm Brunman, född den 2 augusti 1886 i Katarina församling i Stockholm och död där den 1 januari 1961, var en svensk operettsångare och skådespelare. 

## Biografi
Brunman studerade sång för Oskar Lejdström och debuterade på Kristallsalongen i Stockholm i en Emil Norlander-revy. Han var först engagerad hos John Sondell 1904–1905 och därefter hos Albert Ranft 1905–1917 och vid Folkteatern 1917–1921. Åren 1921–1923 var han verksam vid Helsingborgs stadsteater och senare vid Skansens friluftsteater och hos Karl Gerhard.
Bland hans operettroller kan nämnas Ministern i Wienerblod, Baron Zeta i Den glada änkan, Pietro i Boccaccio, Pistol i Tiggarstudenten, Aubrais i Kyska Susanna och Lorenzo XVII i Lyckoflickan.  
Han hade även tal- och filmroller. Filmdebuten skedde 1919 och han medverkade i drygt ett 100-tal filmer. Brunman är begravd på Sandsborgskyrkogården i Stockholm.

## Filmografi i urval
- 1919 – Ingmarssönerna
- 1919 – Sången om den eldröda blomman
- 1920 – Bodakungen
- 1923 – Johan Ulfstjerna
- 1924 – Löjen och tårar
- 1924 – Unge greven ta'r flickan och priset
- 1925 – Karl XII
- 1925 – Polis Paulus' påskasmäll
- 1925 – Två konungar
- 1926 – Ebberöds bank
- 1929 – Konstgjorda Svensson
- 1930 – Fridas visor
- 1930 – Kronans kavaljerer
- 1930 – Ulla, min Ulla
- 1930 – Flottans lilla fästmö
- 1931 – Brokiga Blad
- 1931 – Röda dagen
- 1931 – Skepparkärlek
- 1931 – Kärlek och landstorm
- 1932 – Service de nuit
- 1933 – Djurgårdsnätter
- 1935 – Kanske en gentleman
- 1935 – Järnets män
- 1935 – Äktenskapsleken
- 1936 – Bombi Bitt och jag
- 1936 – Johan Ulfstjerna
- 1936 – Ä' vi gifta?
- 1937 – En flicka kommer till sta'n
- 1938 – Du gamla du fria
- 1938 – Karriär
- 1938 – Milly, Maria och jag
- 1939 – Adolf i eld och lågor
- 1939 – I dag börjar livet
- 1939 – Panik
- 1939 – Vi två
- 1940 – Den blomstertid
- 1940 – Hans Nåds testamente
- 1940 – Hjältar i gult och blått
- 1940 – Juninatten
- 1940 – Med livet som insats
- 1940 – Romans
- 1940 – Swing it, magistern!
- 1941 – Lasse-Maja
- 1941 – Snapphanar
- 1942 – En trallande jänta
- 1942 – Himlaspelet
- 1942 – Jacobs stege
- 1942 – Rospiggar
- 1942 – Sexlingar
- 1942 – Vårat gäng
- 1943 – Det brinner en eld
- 1943 – En flicka för mej
- 1943 – I mörkaste Småland
- 1943 – Kungsgatan
- 1944 – Fattiga riddare
- 1944 – Stopp! Tänk på något annat
- 1945 – I som här inträden
- 1945 – Resan bort
- 1945 – Rosen på Tistelön
- 1946 – Ballongen
- 1947 – Brott i sol
- 1947 – Tappa inte sugen
- 1947 – Tant Grön, Tant Brun och Tant Gredelin
- 1948 – Lappblod
- 1948 – Lilla Märta kommer tillbaka
- 1948 – Soldat Bom
- 1949 – Bara en mor
- 1949 – Människors rike
- 1949 – Pappa Bom
- 1949 – Sven Tusan
- 1950 – Fästmö uthyres
- 1950 – Kvartetten som sprängdes
- 1951 – Dårskapens hus
- 1951 – Sköna Helena
- 1952 – Flyg-Bom
- 1953 – Sommaren med Monika
- 1955 – Vildfåglar
- 1956 – Ratataa
- 1956 – Sången om den eldröda blomman

## Teater

### Roller (ej komplett)
| År   | Roll                           | Produktion                                                                                    | Regi                         | Teater                    |
| ---- | ------------------------------ | --------------------------------------------------------------------------------------------- | ---------------------------- | ------------------------- |
| 1906 | Vaktmästaren                   | Spindelväven Thore Blanche                                                                    |                              | Vasateatern               |
| 1907 | Lane                           | Mister Ernst (The Importance of Being Ernest) Oscar Wilde                                     |                              | Vasateatern               |
| 1907 |                                | Larssons dotter Selfrid Kinmansson                                                            |                              | Östermalmsteatern         |
| 1907 |                                | Postrånet Eugène Moreau, Paul Siraudin och Alfred Delacour                                    | Justus Hagman                | Östermalmsteatern         |
| 1907 |                                | Hoppet Herman Heijermans                                                                      |                              | Östermalmsteatern         |
| 1907 |                                | Samvetets mask Ludwig Anzengruber                                                             |                              | Östermalmsteatern         |
| 1907 |                                | Greven av Monte Christo Alexandre Dumas den äldre                                             |                              | Östermalmsteatern         |
| 1908 |                                | De små landstrykarna Pierre Decourcelle                                                       |                              | Östermalmsteatern         |
| 1908 |                                | Jorden runt på åttio dagar Jules Verne                                                        |                              | Östermalmsteatern         |
| 1908 |                                | En smålänning, eller Sin egen lyckas smed Algot Sandberg                                      |                              | Östermalmsteatern         |
| 1909 |                                | Fröken Sherlock Holmes Alfred Grünwald och Julius Brammer                                     |                              | Östermalmsteatern         |
| 1909 |                                | Charleys tant Brandon Thomas                                                                  |                              | Östermalmsteatern         |
| 1909 |                                | Det kära barnet Arthur Wing Pinero                                                            |                              | Östermalmsteatern         |
| 1910 | Nickel                         | Löjtnanten som förmyndare Leo Walter Stein                                                    | Knut Nyblom                  | Vasateatern               |
| 1910 | Blivet                         | Utan inbjudningskort Tristan Bernard                                                          | Knut Nyblom                  | Vasateatern               |
| 1910 | En poliskommissarie            | English spoken Tristan Bernard                                                                | Knut Nyblom                  | Vasateatern               |
| 1911 | Trikoche                       | Ballongen Paul Armont och Nicolas Nancey                                                      | Knut Nyblom                  | Vasateatern               |
| 1911 | Joclyn                         | Alias Jimmy Valentine Paul Armstrong                                                          | Knut Nyblom                  | Vasateatern               |
| 1911 | Buzenol                        | Coralie och Co Maurice Hennequin och Albin Valabrègue                                         | Knut Nyblom                  | Vasateatern               |
| 1911 | Antonin Tribleau               | Nattlampan Miguel Zamocois                                                                    |                              | Vasateatern               |
| 1911 | Prosper Bénaveut               | 1.000.000 Georges Berr och Marcel Guillemand                                                  | Knut Nyblom                  | Vasateatern               |
| 1912 |                                | Min baby Margaret Mayo och Theo Wall                                                          |                              | Vasateatern               |
| 1912 | Redlich                        | Kommanditbolaget Wall, Berger & C:o Einar Fröberg                                             | Knut Nyblom                  | Vasateatern               |
| 1912 | Prosser                        | Den nakna sanningen (The Naked Truth) George Paston och W.B. Maxwell                          | Knut Nyblom                  | Vasateatern               |
| 1912 | Hamilton                       | Hur man vinner en man (The Lottery Man) Rida Johnson-Young                                    | Knut Nyblom                  | Vasateatern               |
| 1913 | Pleschke                       | Min herr far Franz Arnold och Victor Arnold                                                   | Knut Nyblom                  | Vasateatern               |
| 1913 | Leopold Huber                  | Som man är klädd... Gábor Drégely                                                             | Knut Nyblom                  | Vasateatern               |
| 1913 | August Farmer                  | Ett modernt äktenskap (Das paar nach der mode) Raoul Auernheimer                              | Knut Nyblom                  | Vasateatern               |
| 1913 | Bienassis                      | Borgmästarinnan Maurice Hennequin och Pierre Veber                                            | Albert Ranft                 | Vasateatern               |
| 1913 | Lord Amerseth                  | Amatörtjuven (Raffles, The Amateur Cracksman) E. W. Hornung och Eugene Presbrey               | Knut Nyblom                  | Vasateatern               |
| 1914 | Felipe Quiroga                 | Affären Costa Negra Gustaf Janson                                                             | Knut Nyblom                  | Vasateatern               |
| 1914 | James Tyler                    | Kontanter (Ready Money) James Montgomery                                                      | Knut Nyblom                  | Vasateatern               |
| 1914 | Emanuel Wimmer                 | Spanska flugan (Die spanische Fliege) Franz Arnold och Ernst Bach Översättning Algot Sandberg | Knut Nyblom                  | Vasateatern               |
| 1914 | La Bobine                      | Hon – eller ingen (Une affaire scandaleuse) Paul Gavault och Maurice Ordonneau                | Knut Nyblom                  | Vasateatern               |
| 1914 | Friedrich                      | Kompanjonen (Der Compagnon) Adolph L'Arronge                                                  | Knut Nyblom                  | Vasateatern               |
| 1914 | Hawerman                       | Livet på landet (Onkel Bräsig) Fritz Reuter                                                   |                              | Vasateatern               |
| 1916 | Major Lartigoul                | Herkulespillerna Maurice Hennequin                                                            |                              | Vasateatern               |
| 1919 |                                | En flickpension Alexandre Bisson                                                              |                              | Folkteatern               |
| 1919 |                                | Mannen utan minne B. Decker och Robert Pohl                                                   | Otto Malmberg                | Folkteatern               |
| 1919 |                                | Bröderna Östermans huskors Oscar Wennersten                                                   |                              | Folkteatern               |
| 1922 | Kammarrådet Krans              | Äventyr på fotvandringen Jens Christian Hostrup                                               | Ragnar Hyltén-Cavallius      | Helsingborgs stadsteater  |
| 1922 | Georges                        | Hotellråttan Paul Armont och Marcel Gerbidon                                                  | Rudolf Wendbladh             | Helsingborgs stadsteater  |
| 1922 | Direktör Ludvig Sonander       | Sin pappas dotter Sören Gille                                                                 | Rudolf Wendbladh             | Helsingborgs stadsteater  |
| 1922 | Mallen                         | Gurli Henrik Christiernsson                                                                   | Ragnar Hyltén-Cavallius      | Helsingborgs stadsteater  |
| 1923 | August Cederström              | Hattmakarens bal Hjalmar Peters                                                               | Ragnar Hyltén-Cavallius      | Helsingborgs stadsteater  |
| 1923 | Aniceto                        | Socorros inackorderingar Miguel Ramos Carrión och Vital Aza                                   | Ragnar Hyltén-Cavallius      | Helsingborgs stadsteater  |
| 1923 | Rüder                          | Gamla Heidelberg Wilhelm Meyer-Förster                                                        | Ragnar Hyltén-Cavallius      | Helsingborgs stadsteater  |
| 1923 | Bixby                          | Komprometterad Frances Nordstrom                                                              | Ragnar Hyltén-Cavallius      | Helsingborgs stadsteater  |
| 1923 | Edvard Burén                   | Spanska flugan Franz Arnold och Ernst Bach                                                    | Rudolf Wendbladh             | Helsingborgs stadsteater  |
| 1923 |                                | Gamla herrgården Oscar Wennersten                                                             | Gustaf Linden                | Skansens friluftsteater   |
| 1924 |                                | Hattmakarns bal Selfrid Kinmanson                                                             | Ernst Brunman                | Folkets hus teater        |
| 1926 |                                | Lätta Isabell Robert Gilbert och Hans Hellmut Zerlett                                         | Gunnar Cronwin               | Blancheteatern            |
| 1927 | Kristoffer Slug                | Så tuktas en argbigga William Shakespeare                                                     | Gösta Ekman Johannes Poulsen | Oscarsteatern             |
| 1928 | Spring                         | Gröna hissen Avery Hopwood                                                                    | Gösta Ekman                  | Oscarsteatern Vasateatern |
| 1929 | Leone                          | Volpone Ben Jonson                                                                            | Gunnar Klintberg             | Oscarsteatern             |
| 1931 | Förvaltare Borgström           | Dunungen Selma Lagerlöf                                                                       | Gustaf Linden                | Skansens friluftsteater   |
| 1931 | Skolmästaren                   | Hans nåds testamente Hjalmar Bergman                                                          | Per Lindberg                 | Vasateatern               |
| 1931 | Augustus Merrick               | Mammas förflutna (The Vinegar Tree) Paul Osborn                                               | Tollie Zellman               | Vasateatern               |
| 1934 | Labaume                        | Kokottskolan Paul Armont och Marcel Gerbidon                                                  | Karl Gerhard                 | Folkteatern               |
| 1936 | Chresten Give, kakelugnsmakare | Kloka gubben Paul Sarauw                                                                      | Sigurd Wallén                | Södra Teatern             |
| 1937 | Birger Meyer                   | Vår ära och vår makt Nordahl Grieg                                                            | Alf Sjöberg                  | Dramaten                  |
| 1938 | Ola i Gyllby                   | Värmlänningarna Fredrik August Dahlgren och Andreas Randel                                    | Ernst Eklund                 | Skansens friluftsteater   |
| 1942 |                                | Mazurka Joseph Beer, Fritz Löhner-Beda, Alfred Grünwald                                       | Karl Kinch                   | Skansens friluftsteater   |
| 1943 | Major Henri de Château-Fegure  | Fröken Nitouche Hervé, Henri Meilhac och Albert Millaud                                       | Max Hansen                   | Vasateatern               |
| 1947 | d'Artagnan                     | Cyrano de Bergerac Edmond Rostand                                                             | Sandro Malmquist             | Oscarsteatern             |
| 1948 | Borgmästaren                   | Vita hästen Hans Müller och Ralph Benatzky                                                    | Max Hansen                   | Oscarsteatern             |

### Regi
| År   | Produktion            | Upphovsmän                  | Teater             |
| ---- | --------------------- | --------------------------- | ------------------ |
| 1920 | Krasch, revy          | Karl-Ewert och Karl Gerhard | Folkteatern        |
| 1920 | Clara från Narvavägen | Björn Hodell                | Folkteatern        |
| 1924 | Hattmakarns bal       | Selfrid Kinmanson           | Folkets hus teater |

## Radioteater

### Roller
| År   | Roll                     | Produktion                          | Regi        |
| ---- | ------------------------ | ----------------------------------- | ----------- |
| 1954 | Stor-Frans, fjärdingsman | Auktion Josef Briné och Nils Ferlin | Lars Madsén |